# Le Cerf à l'eau
Le Cerf à l'eau, également appelé Le Cerf forcé, est un tableau réalisé par le peintre français Gustave Courbet en 1861. Cette huile sur toile est une peinture animalière représentant un cerf poursuivi par une meute de chiens de chasse au moment du bat-l'eau. Exposée au Salon de 1861, l'œuvre est achetée à l'artiste par la ville de Marseille en 1865. Aussi est-elle aujourd'hui conservée au musée des Beaux-Arts de Marseille.

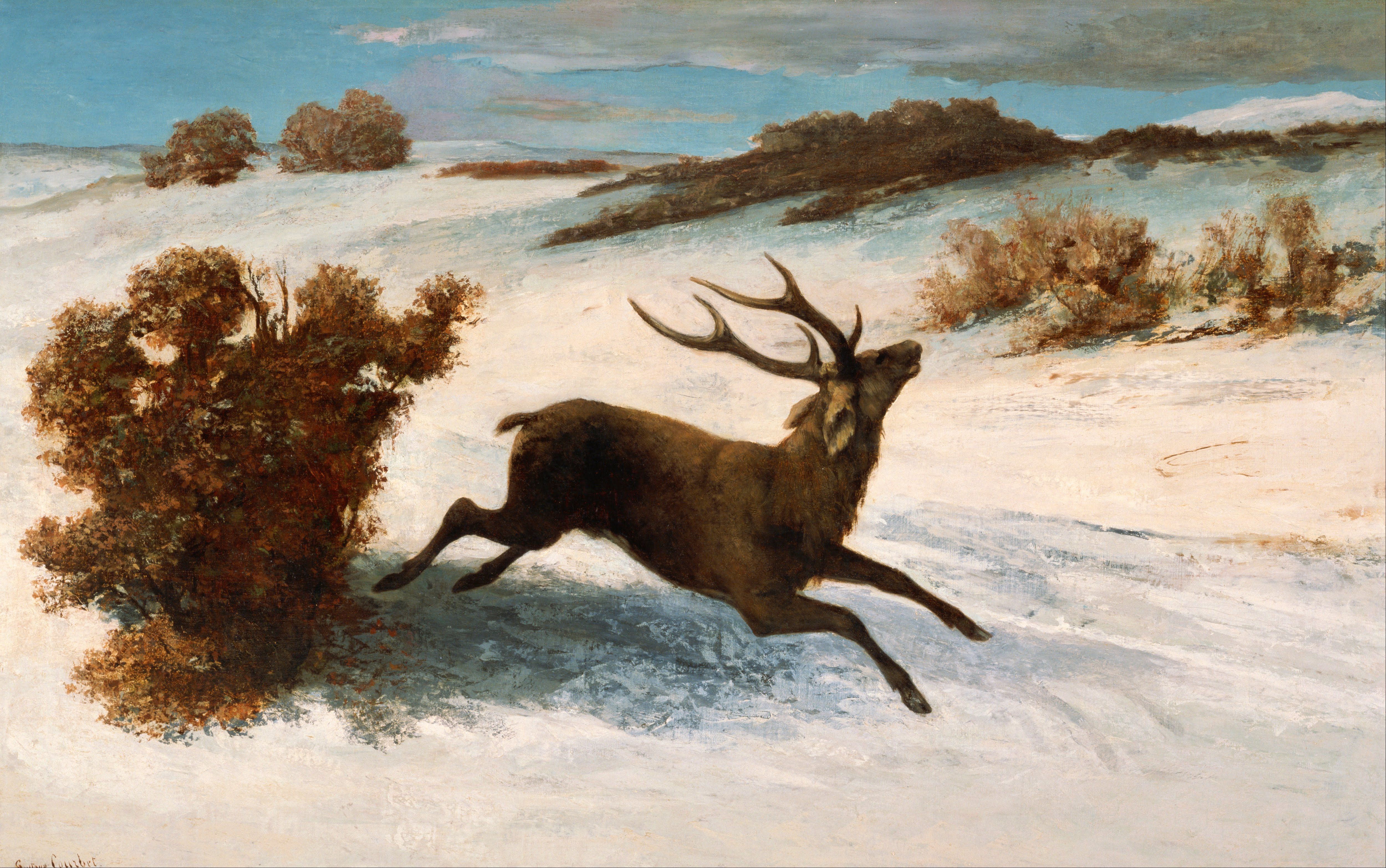
Cerf courant dans la neige, vers 1856-1857 – Musée Artizon, Tokyo.
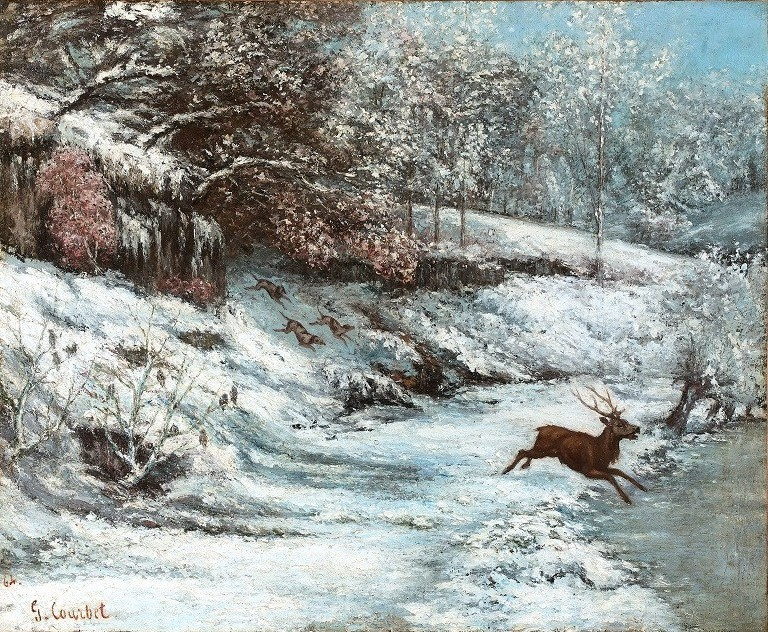
Scène de chasse sous la neige, 1864 – Musée de la Chasse et de la Nature, Paris.
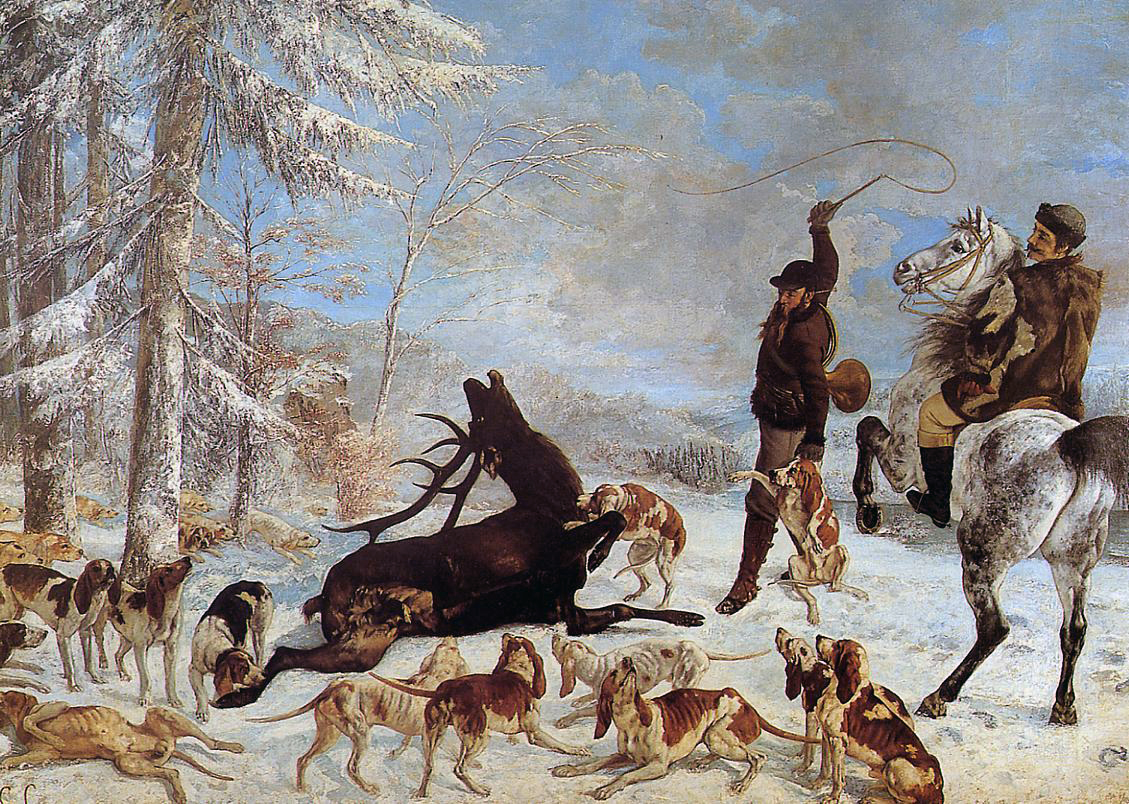
L'Hallali du cerf, 1867 – Musée des Beaux-Arts et d'Archéologie de Besançon, Besançon.